# Dioscorea oppositifolia
Espèce
Dioscorea oppositifolia est une espèce de plantes à fleurs monocotylédones de la famille des Dioscoreaceae, originaire du sous-continent indien et de Birmanie .

## Synonymes
Selon Kew World Checklist of Selected Plant Families (WCSP) :
- Dioscorea opposita Thunb.
- Dioscorea oppositifolia var. dukhunensis Prain & Burkill
- Dioscorea oppositifolia var. linnaei Prain & Burkill
- Dioscorea oppositifolia var. thwaitesii Prain & Burkill

## Liste des variétés
Selon Tropicos (28 mai 2017) (Attention liste brute contenant possiblement des synonymes) :
- variété Dioscorea oppositifolia var. dukhunensis Prain & Burkill
- variété Dioscorea oppositifolia var. linnaei Prain & Burkill
- variété Dioscorea oppositifolia var. thwaitesii Prain & Burkill